# Суперкубок Бахрейну з футболу 2015
Суперкубок Бахрейну з футболу 2015  — 6-й розіграш турніру. Матч відбувся 19 жовтня 2015 року між чемпіоном Бахрейну клубом Аль-Мухаррак та володарем кубка Короля Бахрейну клубом Аль-Хідд.
| Володар Суперкубка Бахрейну 2015 |
| -------------------------------- |
|                                  |
| Аль-Хідд Перший титул            |

## Матч

### Деталі
| 19 жовтня 2015 18:00 (EEST) |

| Аль-Мухаррак                                       | 1:1      | Аль-Хідд                                           |
| -------------------------------------------------- | -------- | -------------------------------------------------- |
| Аль-Дахель 72'                                     |          | Алі Харам 90+3'                                    |
|                                                    | Пенальті |                                                    |
| Абдуллатіф · Алі Баба · Аль-Хардан · Алі Альсафі · | 5:6      | · Аль-Давуд · Аднан · Акарандут · Олусегун · Хаміс |

| Бахрейнський національний стадіон, Ріффа |